# Ланкин, Элияху
Элияху Ланкин (ивр. אליהו לנקין‎; 25 сентября 1914, Гомель, Могилёвская губерния — 10 августа 1994, Израиль) — сионистский активист и политический деятель, юрист. Командир корабля «Альталена», депутат кнессета 1-го созыва от движения «Херут».

## Биография
Родился 25 сентября 1914 года в Гомеле (Могилёвская губерния, ныне Белоруссия) в семье Моше (Моисея Абрамовича) Ланкина и его жены Ханны. Дед — Абрам Ицкович Ланкин имел кожевенный завод в местечке Петровичи.  После Октябрьской революции семья Ланкина иммигрировала в Маньчжурию. Учился в русскоязычной гимназии в Харбине.
В 1930 году вступил в молодёжное сионистское движение «Бейтар». В 1933 году репатриировался в Подмандатную Палестину. В 1934 году стал членом Иргуна. В 1945 году арестован британскими властями и отправлен в лагерь в Эритрею.
В 1948 году был командиром корабля «Альталена», после уничтожения корабля был арестован израильскими властями, через два месяца освобождён и мобилизован в Армию обороны Израиля.
В 1949 году был избран депутатом кнессета 1-го созыва, был членом законодательной комиссии, комиссии по образованию и культуре, комиссии по труду. Затем окончил Еврейский университет в Иерусалиме по специальности «юриспруденция», работал адвокатом.
В 1981—1985 годах посол Израиля в Южно-Африканской Республике.
Умер 10 августа 1994 года.